# Хізер Арсет
Хізер Арсет (9 серпня 1993) — мавританська плавчиня.
Учасниця Олімпійських Ігор 2012, 2016 років.